# Javanais

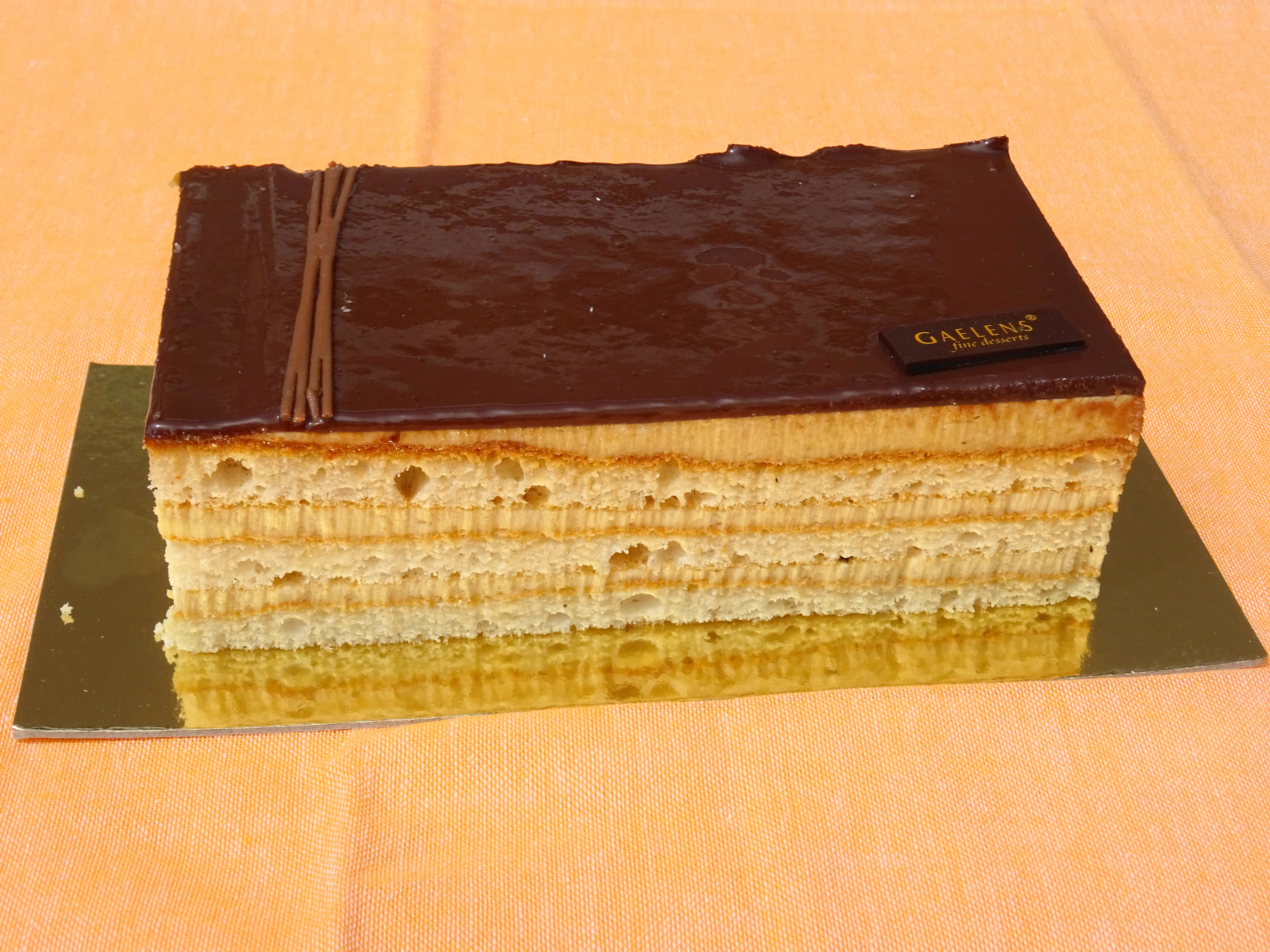
Ciastko javanais

Javanais – belgijskie wielowarstwowe prostokątne ciastko o smaku kawowym polane czekoladowym ganaszem.
Razem z ciastkami misérable i tartine russe javanais zaliczane jest do klasyków belgijskich wyrobów cukierniczych, a z wyglądu i w smaku jest zbliżone do francuskiego ciastka opéra.

## Opis
Javanais składa się z trzech lub czterech cienkich warstw migdałowego ciasta biszkoptowego, przełożonych kremem maślanym o smaku mokki. Z wierzchu ciasto jest wykończone ganaszem z gorzkiej czekolady. 
Ciasto jest przygotowywane z mąki migdałowej, mąki, białek jaj i cukru. Białka ubija się razem z cukrem, następnie dodaje się mąkę migdałową wymieszaną w równych proporcjach z cukrem pudrem, a potem małymi porcjami przesianą mąkę razem ze szczyptą soli, jednocześnie mieszając do uzyskania jednorodnej konsystencji. Surowe ciasto formuje się w cienkie warstwy w wyłożonych papierem i posmarowanych masłem formach do pieczenia i piecze w temperaturze 220° C. Upieczone ciasto po wyjęciu z form i ostudzeniu przykrawa się do pożądanej wielkości, tak by otrzymać cztery warstwy. 
Krem do przekładania jest robiony z masła, ubitych jajek, cukru i ekstraktu z kawy. Po przełożeniu placków ciasto chłodzi się w zamrażalniku, a następnie oblewa ganaszem przyrządzanym z masła, śmietanki i gorzkiej czekolady zawierającej maksymalnie do 60% kakao. Gotowe ciasto trzeba przechowywać w lodówce.
Javanais można udekorować po wierzchu różyczkami z kawowego kremu maślanego czy czekoladową imitacją nasion kawy i podawać do kawy lub herbaty albo jako deser.

## Nazwa

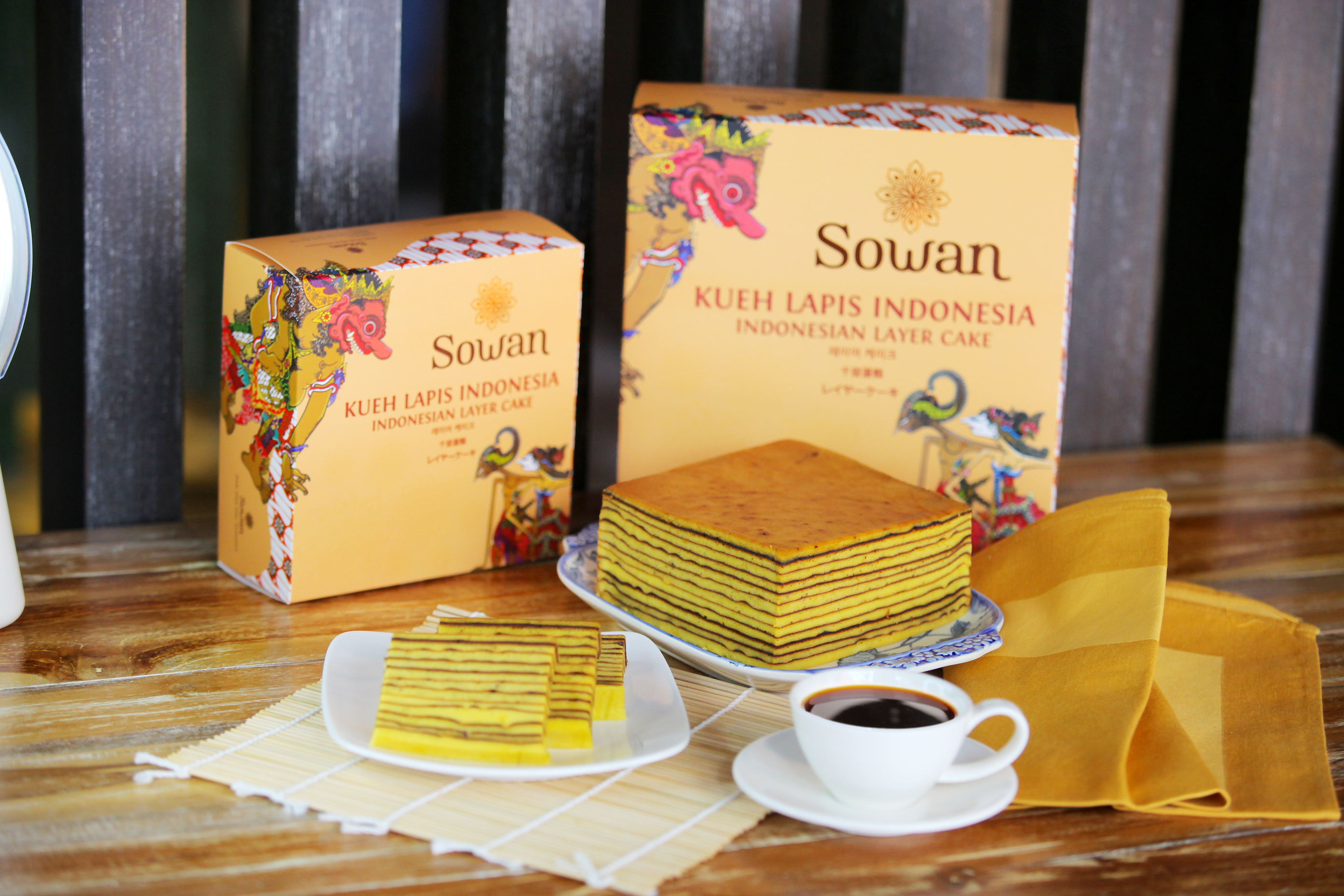
Kueh lapis

Pochodzenie nazwy ciastka nie zostało wyjaśnione. W języku francuskim javanais znaczy „jawajski, pochodzący z Jawy, Jawajczyk”. Belgijskie ciastko javanais przypomina z wyglądu indonezyjski słodki przysmak kueh lapis.